# Listă a echipelor de fotbal din țările OFC

## Fiji
| Clubul       | Oraș    |
| ------------ | ------- |
| Ba FC        | Ba      |
| Nadi FC      | Nadi    |
| Navua FC     | Navua   |
| Rewa FC      | Nausori |
| Lautoka FC   | Lautoka |
| Labasa FC    | Labasa  |
| Suva FC      | Suva    |
| Olympians FC |         |
| Tavua FC     |         |
| Nasinu FC    |         |
| Nadroga FC   |         |

## Noua Caledonie
| Clubul          | Oraș         |
| --------------- | ------------ |
| JS Baco         | Baco         |
| US Calédonienne | Nouméa       |
| Stade Koniambo  | Koniambo     |
| RS Koumac       | Koumac       |
| AS Magenta      | Nouméa       |
| AS Mont-Dore    | Le Mont-Dore |
| AS Poum         | Poum         |
| AS Thio Sports  | Thio         |

## Noua Zeelandă
| Clubul              | Oraș             |
| ------------------- | ---------------- |
| Auckland City FC    | Auckland         |
| Waitakere United    | Waitakere City   |
| Waikato FC          | Hamilton         |
| Canterbury United   | Christchurch     |
| Hawke's Bay United  | Napier           |
| Team Wellington     | Wellington       |
| Otago United        | Dunedin          |
| YoungHeart Manawatu | Palmerston North |

## Samoa
| Club               | Oraș |
| ------------------ | ---- |
| AST Central United |      |
| Faatoia United     |      |
| Gold Star Sogi     |      |
| Kiwi               |      |
| Lupe ole Soaga     |      |
| Moa Moa            |      |
| Moata'a            |      |
| OSM Sinamoga       |      |
| Tuanaimoto Breeze  |      |
| Vaivase-tai        |      |

## Vanuatu
| Clubul              | Oraș      |
| ------------------- | --------- |
| Amical FC           | Port Vila |
| Erakor Golden Star  |           |
| Ifira Black Bird FC |           |
| North Efate FC      |           |
| Siaraga FC          |           |
| TAFEA FC            |           |
| Tupuji Imere FC     |           |
| Westtan Verts FC    |           |
| Yatel FC            |           |